# Дебелоноси игличави пацов
Дебелоноси игличави пацов (лат. Maxomys inflatus) је врста глодара из породице мишева (лат. Muridae).  

## Распрострањење
Индонезијско острво Суматра је једино познато природно станиште врсте.

## Станиште
Врста има станиште на копну.

## Угроженост
Ова врста се сматра рањивом у погледу угрожености врсте од изумирања.

### Популациони тренд
Популација ове врсте се смањује, судећи по расположивим подацима.